# Salettes (Drôme)
Pour les articles homonymes, voir Salettes.
Salettes est une commune française située dans le département de la Drôme en région Auvergne-Rhône-Alpes.

## Géographie

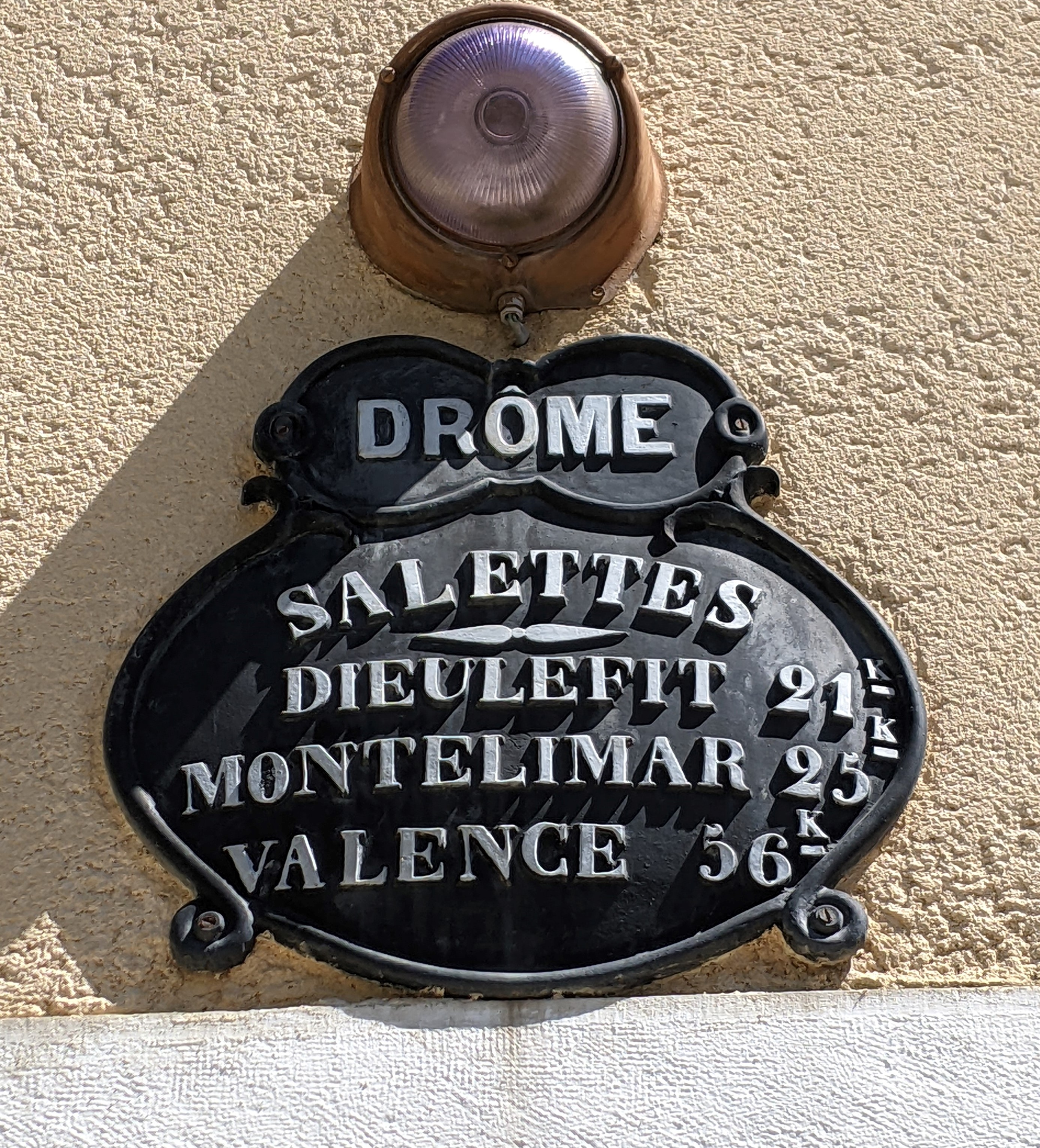
Plaque de situation.

### Localisation
La commune de Salettes est située à 14 km au nord-ouest de Dieulefit (bureau centralisateur du canton) et à 20 km à l'est de Montélimar.

### Relief et géologie
Sites particuliers :
- les Quatre limites (664 m) ;
- Pas des Fustes ;
- Pas du Chien Fou.

### Hydrographie
La commune est arrosée par les cours d'eau suivants :
- le Vermenon
- Ravin de Commencère
- Ravin du Normand
- Ruisseau de Balastier
- Ruisseau de Bramefaim[2]
- Ruisseau de Mourgon[3]
- Ruisseau de Salettes
- Ruisseau de Voyrier

### Climat
Pour des articles plus généraux, voir Climat d'Auvergne-Rhône-Alpes et Climat de la Drôme.
En 2010, le climat de la commune est de type climat méditerranéen altéré, selon une étude du Centre national de la recherche scientifique s'appuyant sur une série de données couvrant la période 1971-2000. En 2020, Météo-France publie une typologie des climats de la France métropolitaine dans laquelle la commune est dans une zone de transition entre le climat de montagne et le climat méditerranéen et est dans une zone de transition entre les régions climatiques « Provence, Languedoc-Roussillon » et « Alpes du sud ». 
Pour la période 1971-2000, la température annuelle moyenne est de 12,6 °C, avec une amplitude thermique annuelle de 17,5 °C. Le cumul annuel moyen de précipitations est de 910 mm, avec 6,8 jours de précipitations en janvier et 4,3 jours en juillet. Pour la période 1991-2020, la température moyenne annuelle observée sur la station météorologique de Météo-France la plus proche, « Puy-Saint-Martin », sur la commune de Puy-Saint-Martin à 7 km à vol d'oiseau, est de 13,9 °C et le cumul annuel moyen de précipitations est de 923,0 mm,. Pour l'avenir, les paramètres climatiques de la commune estimés pour 2050 selon différents scénarios d'émission de gaz à effet de serre sont consultables sur un site dédié publié par Météo-France en novembre 2022.

### Voies de communication et transports
La commune est desservie par les routes départementales 127 A, 179, 183 et 263.

## Urbanisme

### Typologie
Au 1er janvier 2024, Salettes est catégorisée commune rurale à habitat très dispersé, selon la nouvelle grille communale de densité à 7 niveaux définie par l'Insee en 2022.
Elle est située hors unité urbaine. Par ailleurs la commune fait partie de l'aire d'attraction de Montélimar, dont elle est une commune de la couronne,. Cette aire, qui regroupe 45 communes, est catégorisée dans les aires de 50 000 à moins de 200 000 habitants,.

### Occupation des sols
L'occupation des sols de la commune, telle qu'elle ressort de la base de données européenne d’occupation biophysique des sols Corine Land Cover (CLC), est marquée par l'importance des territoires agricoles (56,4 % en 2018), une proportion identique à celle de 1990 (56,4 %). La répartition détaillée en 2018 est la suivante : terres arables (48,5 %), forêts (43,6 %), zones agricoles hétérogènes (5,2 %), prairies (2,7 %). L'évolution de l’occupation des sols de la commune et de ses infrastructures peut être observée sur les différentes représentations cartographiques du territoire : la carte de Cassini (XVIIIe siècle), la carte d'état-major (1820-1866) et les cartes ou photos aériennes de l'IGN pour la période actuelle (1950 à aujourd'hui).

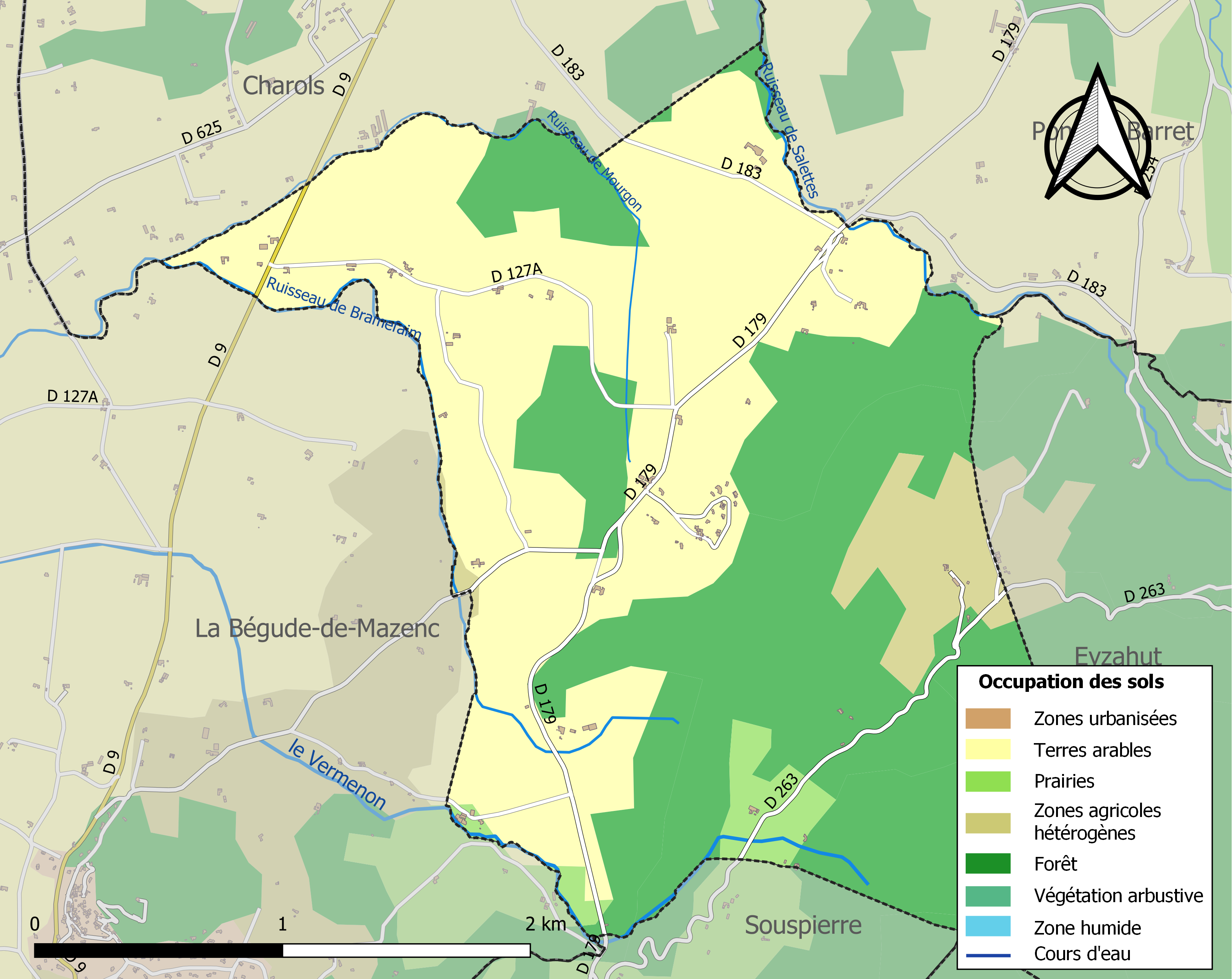
Carte des infrastructures et de l'occupation des sols de la commune en 2018 (CLC).

### Morphologie urbaine
Petit village sur un plateau.

#### Quartiers, hameaux et lieux-dits
Site Géoportail (carte IGN) :
- Basse Bellane
- Bénavin
- Château du Normand
- Colombier
- Creux du berger
- Dufour
- Fugier
- la Bellane
- le Goutteron
- les Chapelles
- l'Esclauzel
- les Salles
- Magnan
- Payols
- Petite Bellane
- Senières

## Toponymie

### Attestations
Dictionnaire topographique du département de la Drôme :
- 1219 : preceptoria Saliceti (cartulaire de Saint-Chaffre, 41).
- 1644 : Saletes (visites épiscopales).
- 1695 : Saint Jean de Sallettes (archives de la Drôme, E 611).
- 1788 : Salette (alman. du Dauphiné).
- 1891 : Salettes, commune du canton de Dieulefit.

## Histoire
Pour un article plus général, voir Histoire de la Drôme.

### Du Moyen Âge à la Révolution
La seigneurie :
- Au point de vue féodal, Salettes était une terre (ou seigneurie) du fief des comtes de Valentinois.
- La moitié appartenait aux commandeurs de Poët-Laval.
- 1540 : l'autre moitié appartient aux Guyon, encore seigneurs en 1623.
- La part des Guyon passe aux Pape.
- 1654 : la part des Pape est vendue aux Plèche.
- 1689 : la part des Plèche est vendue aux Lattier.
- 1769 : la part des Lattier passe aux Viennois.

Avant 1790, Salettes était une communauté de l'élection, subdélégation et sénéchaussée de Montélimar.

Elle formait depuis 1667 une paroisse du diocèse de Die dont l'église, dédiée premièrement à saint Jean et ensuite sous le vocable de la Conception, était celle d'une commanderie de l'ordre de Saint-Jean de Jérusalem qui fut unie à celle du Poët-Laval vers la fin du XIVe siècle.

### De la Révolution à nos jours
En 1790, la commune est comprise dans le canton de Marsanne. La réorganisation de l'an VIII (1799-1800) la place dans le canton de Dieulefit.

## Politique et administration

### Liste des maires
| Période                                                                      | Période                       | Identité                                 | Étiquette        | Qualité |
| ---------------------------------------------------------------------------- | ----------------------------- | ---------------------------------------- | ---------------- | ------- |
| Les données manquantes sont à compléter. : de la Révolution au Second Empire |                               |                                          |                  |         |
| 1790                                                                         | 1871                          | ?                                        |                  |         |
| Les données manquantes sont à compléter. : depuis la fin du Second Empire    |                               |                                          |                  |         |
| 1871                                                                         | 1874                          | ?                                        |                  |         |
| 1874                                                                         | 1878                          | ?                                        |                  |         |
| 1878                                                                         | 1884                          | ?                                        |                  |         |
| 1884                                                                         | 1888                          | ?                                        |                  |         |
| 1888                                                                         | 1892                          | ?                                        |                  |         |
| 1892                                                                         | 1896                          | ?                                        |                  |         |
| 1896                                                                         | 1900                          | ?                                        |                  |         |
| 1900                                                                         | 1904                          | ?                                        |                  |         |
| 1904                                                                         | 1908                          | ?                                        |                  |         |
| 1908                                                                         | 1912                          | ?                                        |                  |         |
| 1912                                                                         | 1919                          | ?                                        |                  |         |
| 1919                                                                         | 1925                          | ?                                        |                  |         |
| 1925                                                                         | 1929                          | ?                                        |                  |         |
| 1929                                                                         | 1935                          | ?                                        |                  |         |
| 1935                                                                         | 1945                          | ?                                        |                  |         |
| 1945                                                                         | 1947                          | ?                                        |                  |         |
| 1947                                                                         | 1953                          | ?                                        |                  |         |
| 1953                                                                         | 1959                          | Raoul Bertaud                            |                  |         |
| 1959                                                                         | 1965                          | René Coudène                             |                  |         |
| 1965                                                                         | 1971                          | René Coudène                             |                  |         |
| 1971                                                                         | 1977                          | René Coudène                             |                  |         |
| 1977                                                                         | 1983                          | René Coudène                             |                  |         |
| 1983                                                                         | 1989                          | René Coudène                             |                  |         |
| 1989                                                                         | 1995                          | Max Jolivet                              |                  |         |
| 1995                                                                         | 2001                          | Henri Boffard                            |                  |         |
| 2001                                                                         | 2008                          | Henri Boffard                            |                  |         |
| 2008                                                                         | 2014                          | Henri Boffard                            |                  |         |
| 2014                                                                         | 2020                          | Henri Boffard                            |                  |         |
| 2020                                                                         | En cours (au 7 décembre 2020) | Jean-Pierre Leydier[source insuffisante] | (sans étiquette) |         |

## Population et société

### Démographie
L'évolution du nombre d'habitants est connue à travers les recensements de la population effectués dans la commune depuis 1793. Pour les communes de moins de 10 000 habitants, une enquête de recensement portant sur toute la population est réalisée tous les cinq ans, les populations de référence des années intermédiaires étant quant à elles estimées par interpolation ou extrapolation. Pour la commune, le premier recensement exhaustif entrant dans le cadre du nouveau dispositif a été réalisé en 2008.

En 2022, la commune comptait 143 habitants, en évolution de −3,38 % par rapport à 2016 (Drôme : +2,64 %, France hors Mayotte : +2,11 %).
| 1793 | 1800 | 1806 | 1821 | 1831 | 1836 | 1841 | 1846 | 1851 |
| ---- | ---- | ---- | ---- | ---- | ---- | ---- | ---- | ---- |
| 108  | 53   | 103  | 102  | 99   | 132  | 146  | 174  | 199  |

| 1856 | 1861 | 1866 | 1872 | 1876 | 1881 | 1886 | 1891 | 1896 |
| ---- | ---- | ---- | ---- | ---- | ---- | ---- | ---- | ---- |
| 210  | 197  | 200  | 185  | 192  | 167  | 172  | 181  | 158  |

| 1901 | 1906 | 1911 | 1921 | 1926 | 1931 | 1936 | 1946 | 1954 |
| ---- | ---- | ---- | ---- | ---- | ---- | ---- | ---- | ---- |
| 170  | 175  | 171  | 138  | 126  | 129  | 116  | 117  | 127  |

| 1962 | 1968 | 1975 | 1982 | 1990 | 1999 | 2006 | 2008 | 2013 |
| ---- | ---- | ---- | ---- | ---- | ---- | ---- | ---- | ---- |
| 105  | 77   | 71   | 88   | 82   | 94   | 120  | 126  | 140  |

| 2018 | 2022 | - | - | - | - | - | - | - |
| ---- | ---- | - | - | - | - | - | - | - |
| 141  | 143  | - | - | - | - | - | - | - |

### Enseignement
La commune est rattachée à l'académie de Grenoble.

### Manifestations culturelles et festivités
- Fête patronale : le premier dimanche de Carême[15].

### Loisirs
- Pêche et chasse[15].

### Médias
Le territoire de la commune se situe dans l'aire de diffusion de plusieurs médias :
- Presse écrite
  - Le Dauphiné libéré, quotidien régional qui consacre, chaque jour, y compris le dimanche, dans son édition de « Romans et Drôme des collines » un ou plusieurs articles à l'actualité du canton et de la commune, ainsi que des informations sur les éventuelles manifestations locales, les travaux routiers, et autres événements divers à caractère local.
  - L'Agriculture Drômoise, journal d'informations agricoles et rurales, couvre l'ensemble du département de la Drôme.
  - Drôme Hebdo (ancien Peuple Libre), hebdomadaire chrétien d'informations.
- Presse audio-visuelle
  - France Bleu est une radio publique diffusée sur son territoire.

## Économie

### Agriculture
En 1992 : céréales, fourrage, ovins.
- Produits locaux : fromage picodon[15].

## Culture locale et patrimoine

### Lieux et monuments

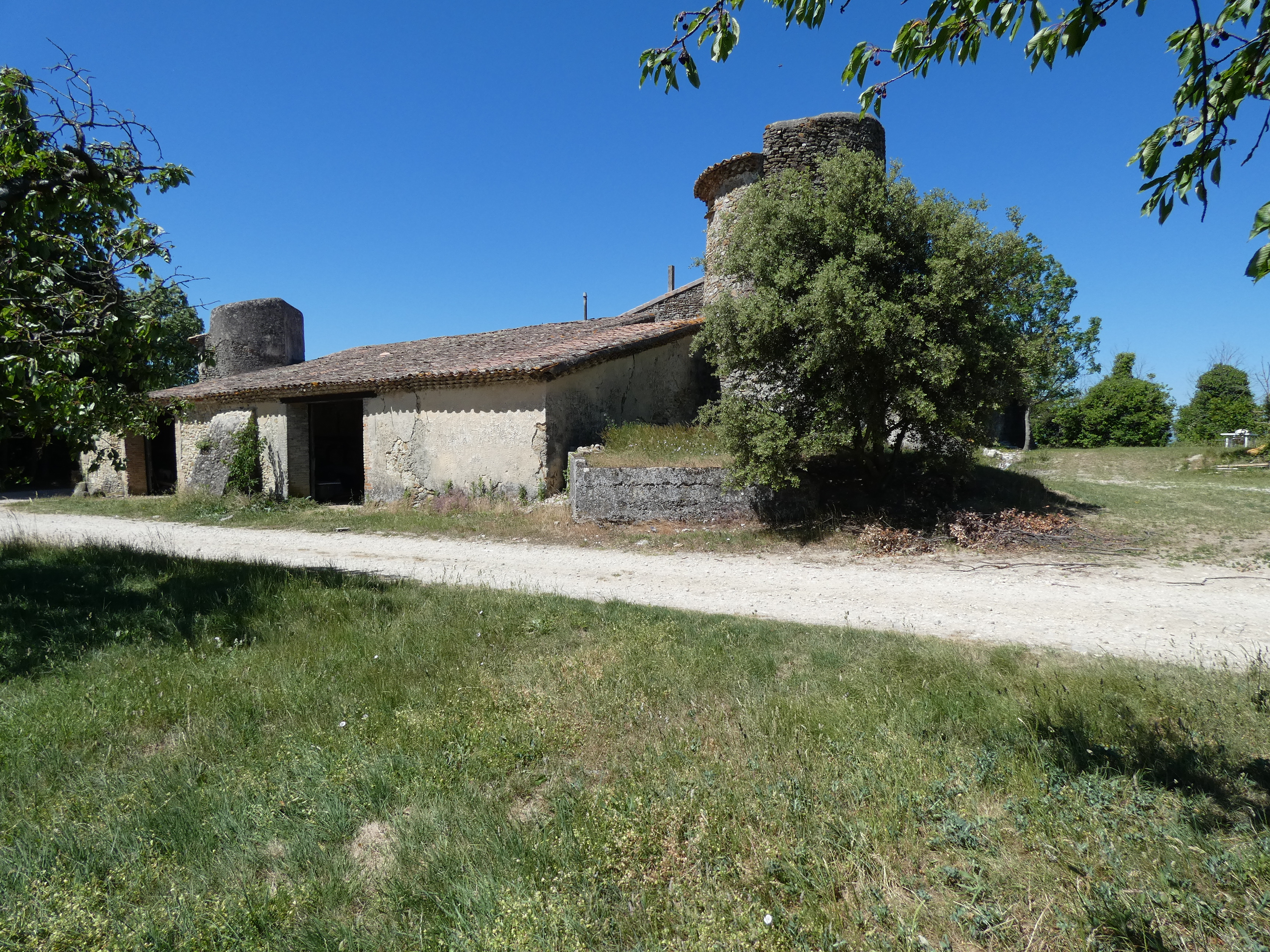
Château du Normand.

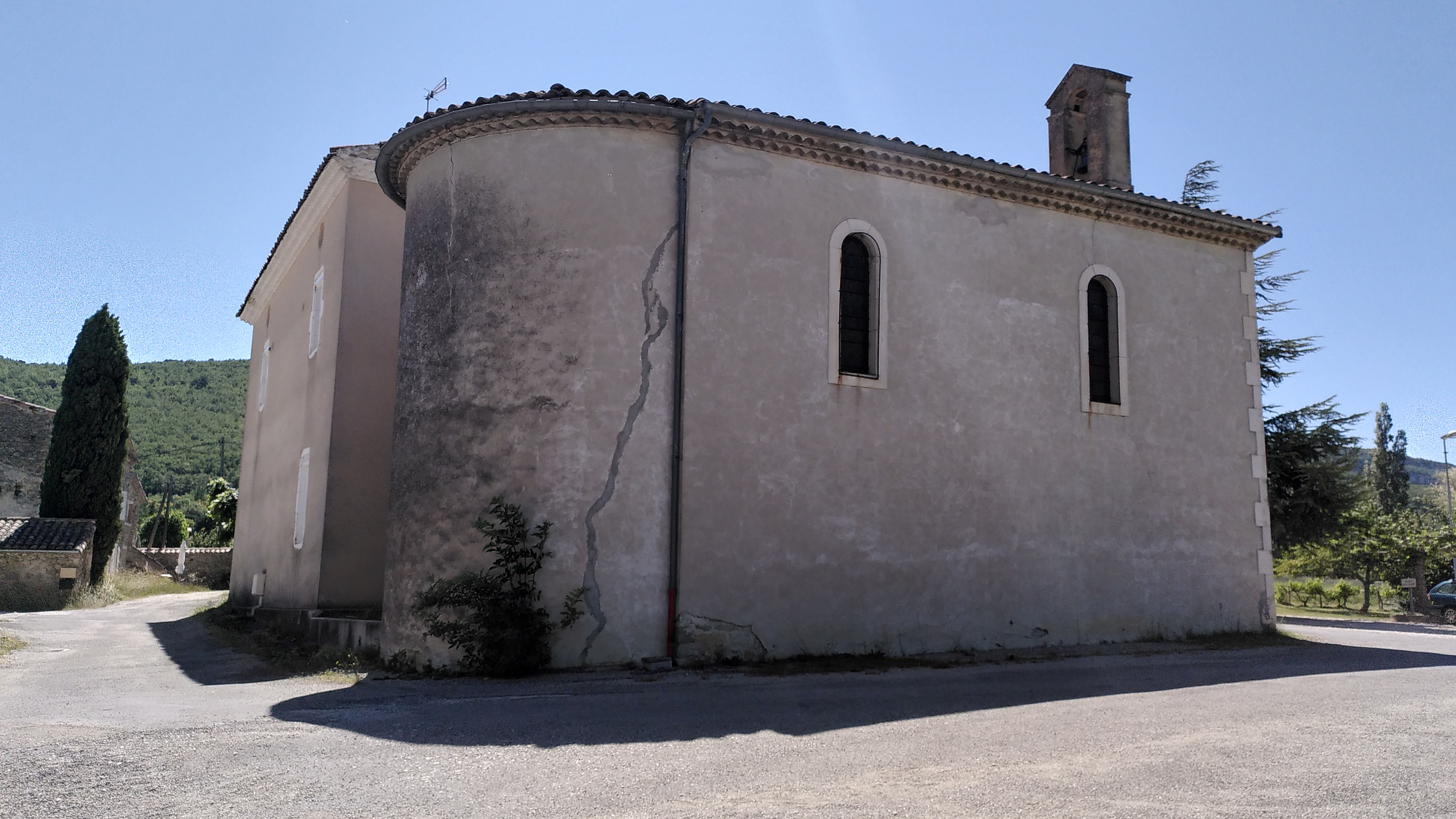
Église Saint-François-de-Sales.

- Château du Normand : maison forte des Hospitaliers[15] : deux tours circulaires[réf. nécessaire].
- Église Saint-François-de-Sales de Salettes à clocheton[15].

### Patrimoine naturel
- Un chêne de sept mètres de circonférence (au Château du Normand)[15].

### Héraldique, logotype et devise
|  | Salettes (Drôme) possède des armoiries dont l'origine et le blasonnement exact ne sont pas disponibles. |